# چراغ خاموش متر روشن
چراغ خاموش متر(کنتور)روشن (به هندی: Batti Gul Meter Chalu) فیلمی محصول سال ۲۰۱۸ و به کارگردانی شری ناریان سینگ است. در این فیلم بازیگرانی همچون شاهد کاپور، دیوندو شارما، شرادها کاپور، یامی گوتام، فریده جلال، سوشمیتا موکرجی، سمیر سونی، سوپریا پیلگانکار ایفای نقش کرده‌اند.